# Servajka
Servajka (ryska: Сервайка) är ett vattendrag i Belarus.   Det ligger i voblasten Vitsebsks voblast, i den norra delen av landet, 270 km nordost om huvudstaden Minsk.
I omgivningarna runt Servajka växer i huvudsak blandskog. Runt Servajka är det glesbefolkat, med 10 invånare per kvadratkilometer.